# Troféu HQ Mix de melhor publicação independente edição única
Publicação independente é uma das categorias do Troféu HQ Mix, premiação brasileira dedicada aos quadrinhos que é realizada pela Associação dos Cartunistas do Brasil (ACB) e pelo Instituto do Memorial das Artes Gráficas do Brasil (IMAG) desde 1989.

## História
Já em sua primeira edição, em 1989, o Troféu HQ Mix trouxe a categoria "Revista independente", destinada a premiar obras em quadrinhos que tenham sido publicadas por iniciativa direta do autor (ou autores), sem relação com uma editora formal (edição de autor). Não confundir com fanzine, que teve categoria própria entre 1990 e 2007.
Em 2004, a categoria passou a se chamar "Publicação independente". A partir de 2008, foi subdividida em quatro novas categorias: "Publicação independente de autor" (que durou até 2020, sendo substituída por "Publicação independente seriada" no ano seguinte), "Publicação independente de grupo", "Publicação independente especial" (que foi concedida até 2010, dando lugar no ano seguinte a "Publicação independente edição única") e "Publicação independente de bolso" (concedida apenas em 2008).

## Vencedores e indicados
| Ano  | Obra                                                                      | Autor(es)                                                                 | Outros indicados | Notas |               |
| ---- | ------------------------------------------------------------------------- | ------------------------------------------------------------------------- | --- | --- | ------------- |
| 2011 | Taxi                                                                      | Gustavo Duarte                                                            | - Afrohq: História e Cultura Afro-Brasileira e Africana em Quadrinhos (Danielle Jaimes e Roberta Cirne) - As Aventuras de Sir Charles Magadom & do Conde Euphrates de Açafrão (Artur Matuck, Carlos Matuck e Rubens Matuck) - Drink (Rafael Coutinho) - Atelier (Fábio Moon e Gabriel Bá) - Lucas da Vila de Sant'Anna da Feira (Marcos Franco, Marcelo Lima e Hélcio Rogério) - Um Outro Pastoreio (Indio San e dMart) | [ 4 ] [ 5 ] |               |
| 2012 | O louco, a caixa e o homem                                                | Daniel Esteves e Will                                                     | - Achados e Perdidos (Eduardo Damasceno e Luís Felipe Garrocho) - Birds (Gustavo Duarte) - Duo.tone (Vitor Cafaggi) - Mix Tape (Lu Cafaggi) - Quadrinhos A2 (Cristina Eiko e Paulo Crumbim) - São Jorge da Mata Escura (Marcello Fontana e André Leal) | [ 6 ] [ 7 ] |               |
| 2013 | Km Blues                                                                  | Daniel Esteves, Wanderson de Souza e Wagner de Souza                      | - A rua de lá (Evandro Alves) - Fade Out (Beto Skubs, Rafael de Latorre e Marcelo Maiolo) - Gnut (Pauo Crumbim) - Quarto ao lado (Marcelo Lima, André Leal, Bruno Marcello e Daiane Oliveira) - Se a vida fosse como a internet (Pablo Carranza) - Vida Besta (Galvão) | [ 8 ] [ 9 ] |               |
| 2014 | O Monstro                                                                 | Fabio Coala                                                               | - As Coisas que Cecília Fez (Liber Paz) - Baratão 66 (Bruno Azevêdo e Luciano Irrthum) - Harmatã (Pedro Cobiaco) - O Azul Indiferente do Céu (Shiko) - O Quarto Vivente (Luciano Salles) - Malu, Memórias de Uma Trans (Cordeiro de Sá) | "></ref> |               |
| 2015 | Quaisqualigundum                                                          | Davi Calil e Roger Cruz                                                   | - A Última Bailarina (Guilherme de Souza) - Captar (Camilo Solano e Thobias Daneluz) - Click (Samanta Floor) - Dora (Bianca Pinheiro) - Morphine (Mário Cau) - Talvez Seja Mentira (Shiko) | [ 12 ] [ 13 ] |               |
| 2016 | Uma Aventura de Verne & Mauá - Mil Léguas Transamazônicas                 | Will e Spacca                                                             | - Apocalipse, por favor – INDEPENDENTE - Desengano – INDEPENDENTE - Dodô – INDEPENDENTE - La Dansarina – Quadro a Quadro - Melindrosa – INDEPENDENTE - Meu pai é um homem da montanha – INDEPENDENTE - O Gralha – Artbook – INDEPENDENTE - Por mais um dia com Zapata – INDEPENDENTE - SPECTRUM – Manual de Coisas Ocultas – INDEPENDENTE                                                                               | [ 14 ] [ 15 ] |               |
| 2017 | The Hype                                                                  | Marcel Ibaldo e Max Andrade                                               | - ARROZ - EXE – ESPLENDOR X EFÊMERO - MÃE, EU QUERO UM APOCALIPSE ZUMBI! - MORTE BRANCA - NÃO ACREDITE EM GNOMOS - O CÃO E A MÃO DO CORAÇÃO - PÁGINAS EM BRANCO - SE MEU CÃO FALASSE TUDO SERIA POESIA - TINTA FRESCA – DESTINO TRAÇADO | [ 16 ] [ 17 ] |               |
| 2018 | Alho-Poró                                                                 | Bianca Pinheiro                                                           | - A Rainha Pirata - Alex Green - Bom Demais – Uma sincera história de ficção vs realidade - Boxe - Eudaimonia - Pile Up - Pulsar Edição Definitiva - Reparos - Tita | [ 18 ] [ 19 ] |               |
| 2019 | Os Últimos Dias do Xerife                                                 | Thiago Ossostortos                                                        | - Durma Bem, Monstro (Alexandre Lourenço) - Káros (Gabriel Calfa e Erik Souza) - Maré (Edson Bortollote) - Melina (Rafael Torres) - Naruna (Mayara Lista) - Pequena Green (Bruno Guma) - Saudade (Phellip William e Melissa Garabeli) - Últimos Deuses - Vermillion (BRAO) | [ 20 ] [ 21 ] |               |
| 2020 | Último Assalto Daniel Esteves e Alex Rodrigues / Zapata                   | Último Assalto Daniel Esteves e Alex Rodrigues / Zapata                   | Último Assalto Daniel Esteves e Alex Rodrigues / Zapata | - A Cabana (Caroline Favret, Caru Moutsopoulos e Gustavo Novaes / Outside.co) - A Nova Califórnia (Daniel Araujo / independente) - Caroço de Abacate (Majory Yokomizo / independente) - Divino Mundanismo (Ronaldo Barata e Tainan Rocha / Faria e Silva) - Entre Cegos e Invisíveis (André Diniz / Café Espacial) - Hologramas (Eliane Bonadio e Gio Guimarães / independente) - Mjadra (Thiago Ossostortos / independente) - Os Olhos de Barthô (Orlandeli / independente) - Pedra Pome (Rogi Silva / independente) - Simultâneo (Rafael Torres / independente)                                                                        | [ 22 ] [ 23 ] |
| 2021 | Mayara & Annabelle: Hora Extra Pablo Casado e Talles Rodrigues / Fictícia | Mayara & Annabelle: Hora Extra Pablo Casado e Talles Rodrigues / Fictícia | Mayara & Annabelle: Hora Extra Pablo Casado e Talles Rodrigues / Fictícia | - Boa Sorte (Helena Cunha / independente) - Canil (Rodrigo Ramos e Marcel Bartholo / Carniça) - D.I.V.A.S Brasileiras (Guilherme Smee e Eduardo Ribas / independente) - Deimos e Phobos (Talessak / independente) - Gibi de Menininha Apresenta: Patrícia (Germana Viana / independente) - Guarás: A Outra Margem (Felipe Castilho e Monaramis / independente) - Mojica Móveis (Bruno Sorc / independente) - O Monstro Debaixo da Minha Cama (Luckas Iohanathan / Pipoca & Nanquim) - Petrus (Filipe Monteiro, Gabriel Arrais e Rodrigo de Freitas / RQT Comics) - Rocha Navegável (Fábio Costa e Igor Souza / RV Cultura e Arte)        | [ 24 ] [ 25 ] |
| 2022 | Cansei de Ser Monstro Thais Leal e Guilherme de Sousa / independente      | Cansei de Ser Monstro Thais Leal e Guilherme de Sousa / independente      | Cansei de Ser Monstro Thais Leal e Guilherme de Sousa / independente | - A Casa Baís (Fabio Quill / independente) - A Cidade Submersa (Jozz / independente) - Antologia Opera Sopa (Diogo Pavan / independente) - Aymará (Rita Foelker e Laudo Ferreira / Café Espacial) - Casa-Grande (Robson Moura / independente) - Contos da Calango (Vários autores / independente) - Dois Mil e Um Chopes (Thiago Ossostortos / independente) - Monstrans: Experimentando Horrormônios (Lino Arruda / independente) - Rita de Cássia: Retalhos em Quadrinhos (Seri / independente) - Uma Nuvem no Seu Oliveira (Phellip Willian e Eduardo Ribas / independente) - Volcanya Blues (Gabriel de Mattos e Ric Milk / D-Leite) | [ 26 ] [ 27 ] |
| 2023 | Roses N' Guns Gabriel Arrais e Thiago Ossostortos                         | Roses N' Guns Gabriel Arrais e Thiago Ossostortos                         | Roses N' Guns Gabriel Arrais e Thiago Ossostortos | - A Coisa (Orlandeli / independente) - Ao Redor do Sol (Talessak / Minski) - Causos de Visagens para Crianças Maluvidas (TAI e NIL / independente) - Colorbar (Daniel Bretas / independente) - E o Mar me Trouxe Até Aqui (Phellip Willian e Eduardo Ribas / independente) - Le: Mönet (Bräo / independente) - Pequeno Manual de Defesa Pessoal (Helô D'Angelo / Bebel Books) - Princesa de Areia (Verônica Berta / independente) - Rockabilly Blues (Gustavo Novaes / Outside.co) - Vida Selvagem (Felipe Menduni, André Freitas, Caio Majado e Omar Viñole / Yes Cabrita)                                                              | [ 28 ] [ 29 ] |